# Luthrodes poeta
Luthrodes poeta är en fjärilsart som beskrevs av Jean Baptiste Boisduval 1832. Luthrodes poeta ingår i släktet Luthrodes och familjen juvelvingar. Inga underarter finns listade i Catalogue of Life.